# François Ribac
 (juin 2025).
Il peut être nécessaire de l'améliorer pour respecter le principe de neutralité de point de vue. 

François Ribac né le 16 mars 1961 à Neuilly-sur-Seine et mort le 6 novembre 2024 à Berne, Suisseest compositeur de théâtre musical et sociologue,. Il a été maître de conférences à l’Université de Bourgogne. Ses recherches portent sur les musiques populaires, l’histoire de la reproduction sonore et du cinéma, les processus d’apprentissage, la place des usagers dans les innovations et sur les façons dont la musique et les arts de la scène font face aux défis écologiques. Auteur-compositeur, ses disques ont été publiés par les labels Muséa (France) et No Man’s Land (Allemagne).

## Biographie
François Ribac grandit à Paris. Bassiste/guitariste et compositeur depuis 1977, il emprunte d’abord les chemins du rock et du jazz. À partir du milieu des années 1980, il complète sa formation par des études d’harmonie avec Philippe Drogoz. De 1987 à 1993 il est engagé comme compositeur pour HarlekinArt à Metz, une académie d‘été où de jeunes compagnies européennes viennent créer un spectacle. Entre 1986 et 2008, il compose la musique de plusieurs téléfilms. Il travaille notamment avec Jean-Louis Bertucelli pour les films Le Clandestin et Marie Marmaille.
En 1995 il fonde avec la chanteuse et librettiste Eva Schwabe une compagnie de théâtre musical, la compagnie Ribac-Schwabe, qui est à l‘origine de sept opéras, un ciné-concert, une petite cantate et deux spectacles musicaux hybrides et collaboratifs,.
Ces oeuvres sont souvent bi- voire trilingues et intègrent des formes comme le cinéma, la vidéo, le reportage radiophonique, les arts plastiques ou encore la botanique. Nombre des livrets comprennent des textes de poètes : William Blake, Yvan Goll, Gertrude Stein, Hervé Le Tellier et le poète anglais Martin Newell.
À partir du début des années 2000, la musique est fortement teintée de pop, tant du point de vue du style vocal que de l’instrumentation. Ce tournant se manifeste par des collaborations avec des figures de la scène rock britannique et irlandaise : les chanteurs Cathal Coughlan et Martin Newell, le guitariste Dave Gregory. À partir de 2013, il développe de vastes projets au cours desquels des collectifs d’habitants, ensembles de musique et de théâtre, amateurs et professionnels, réfléchissent ensemble sur des thématiques (de George Harrison à la transition écologique) puis les représentent sur scène.
Musique Nouvelle en Liberté a commandé deux œuvres : Un demi-siècle (1995) et Qui est fou (2002). François Ribac et Eva Schwabe sont lauréats du prix Beaumarchais/SACD (en 1995 et en 2007), de la bourse Louis Lumière-Villa Médicis hors les Murs (1996) et du programme “en quête d’auteurs” de l'Association française d'action artistique (AFAA) (2003) En 1999, François Ribac est lauréat avec l’écrivain Hervé Le Tellier du prix national de composition d’opéra, théâtre musical et opéra rock de la SACD.
En parallèle à la création musicale, François Ribac mène des recherches en sociologie. Son premier travail L‘avaleur de Rock est publié en 2004 aux éditions La Dispute. Le livre annonce déjà les principaux espaces et thèmes de ses investigations : la phonographie du côté des artistes comme des consommateurs, du côté des professionnel.l.e.s et des amateurs, au cours de l’histoire et dans les pratiques contemporaines.
En 2008 il soutient sous la direction de Jean-Marc Leveratto (Université de Metz) et la supervision de Simon Frith en Grande-Bretagne (Université de Stirling) une thèse consacrée aux formes d'apprentissage des musiques populaires (rock, hip hop, techno) au début des années 2000 : Feedback ! Pour une généalogie des musiques populaires.
Entre 2008 et 2010, François Ribac mène une enquête pour le programme interministériel “Culture et territoires en Ile-de-France” visant à mieux comprendre les nouvelles formes de prescription culturelle surgies à la faveur du Web 2.0 : blogs, webzines, forums de discussions, échanges sur les (jeunes) réseaux sociaux de type Twitter et Facebook. Cette étude est résumée dans un rapport mis en ligne en 2010 :“Ce que les usagers et Internet font à la prescription culturelle publique et à ses lieux  L’exemple de la musique en Île-de-France”.
En septembre 2012, il devient maître de conférences à l'Université de Bourgogne, à Dijon.
À la faveur d'un appel d'offres du Département des Études, de la Prospective et des Statistiques du Ministère de la Culture (DEPS) et de la ville de Nantes et de la région Pays de la Loire, il mène de 2011 à 2013, en collaboration avec Catherine Dutheil-Pessin, une recherche de terrain sur les programmateurs professionnels de spectacles bénéficiant de subventions publiques. La fabrique de la programmation culturelle (avec Catherine Dutheil-Pessin) (La Dispute, 2017) est issue de ce travail.

## Formation musicale
Classe d'harmonie de Philippe Drogoz à l'École Nationale de Musique et de Danse de Montreuil-sous-Bois (France) 1984-85
Classes d'ensemble jazz et basse électrique à l'IACP (Institut Art Culture Perception) sous la direction d'Alan Silva (Paris) 1984-86
Stage de musique Concrète du GRM (Groupe de Recherches Musicales) à Radio-France avec Philippe Mion et Jacques Lejeune 1985
Stage d'électro-acoustique de l'IRCAM (Paris) 1982 

## Œuvres

### Livres
L'Avaleur de rock (La Dispute, Paris 2004).
La Fabrique de la programmation culturelle avec Catherine Dutheil-Pessin, (La Dispute, Paris, 2017).
Les stars de rock au cinéma avec Giulia Conte (Armand Colin, Paris 2011).
Simon Frith, une sociologie des musiques populaires (direction éditoriale, préface et postface). Petite collection du Labex Arts H2H/Les Presses du Réel, Dijon, 2018.
Arts de la scène et musique dans l’Anthropocène, Paris (Éditions des archives contemporaines, 2024).

### Articles (liste non exhaustive)
La voix re-composée » L'homme et la Société n°126. (octobre/décembre 1997) : 98-106.
(avec T. Jousse) « Rock et cinéma, une filiation? » Mouvements, no 26 (2003) : 108-15.
« Phantom of the Paradise de Brian De Palma, ou comment la captation sauve de la mort ». Volume ! Numéro spécial “Rock et cinéma” (2004).
(avec S. Frith) « Du rock à la techno, entretien avec Simon Frith ». Mouvements, no 42 (décembre 2005) : 70-81.
« From the Scientific Revolution to Popular Music. A Sociological Approach to the Origins of Recording Technology ». Journal of Art Record reproduction, no 1 (2007) : 1-30.
« Quand l’amateur rend le numérique analogique ; l’exemple des musiques populaires ». Revue Anthropologie des connaissances 6 (2012) : 717-41.
« When rock songs meet movies ». In Musiques de films, nouveaux enjeux, édité par Sabine Abhervé, NT Binh et José Moure, 115-27. Bruxelles : Éditions Les Impressions Nouvelles, 2014.
« Les récits de l’anthropocène. Quelle contribution des arts à la transition socio-écologique ? ». Cahiers de l’Atelier/Ademe, no 553 (juin 2017) : 103-108.
(avec J. Le Marec) « Savoirs de la musique et études de sciences : sons, sens et silence ». Revue d’Anthropologie des Connaissances 13, no 3 (mars 2019) : 653-70.
(avec Nicolas Nova) « Musi[ha]cking : Ce que la musique fait au hacking (et inversement) ». Volume ! 16:1, no 2 (2019) : 115-26.
« Is DIY a Punk Invention? Learning processes, Recording Devices and Social Knowledge ». In Rethinking Music Through Science and Technology Studies, Hennion A. et Levaux C. New York : Routledge, 2021.
(Avec Nicolas Donin) « Agir en chercheur et en musicien dans l'Anthropocène » Circuit : musiques contemporaines, 2022, Composer dans l’Anthropocène, 32 (2), pp.78-89.
« Que peuvent (ou pas) les arts de la scène ? » In L’écologie en scène, édité par Éliane Beaufils et Climène Perrin ; Presses Universitaires de Vincennes, 2024.

### Musique vocale, opéras, spectacles
Marguerite Ida et Helena Annabel (opéra pour voix de femme et un orchestre de chambre), 1992
La nef du roi Moselle (Cantate pour voix de femme, musique enregistrée et un chœur), 1993
Un Demi-Siècle/Ein Halbes Jahrhundert (opéra pour voix de femme, musique et voix enregistrées), 1995
Kinopéra (opéra pour le film muet Die Strasse -1923-, 4 solistes et 2 magnétophones), 1996
Le Regard de Lyncée (opéra pour 3 solistes, un narrateur et un orchestre de jazz), 1998
Qui est fou ? (opéra pour 5 solistes, 2 acrobates et un orchestre de dix musiciens), 2002
Le Petit Traité Pop du Jardin Botanique (opéra de chambre pour 2 chanteurs et un groupe
rock), 2004
La noce des platines (opéra de chambre pour 3 chanteurs et 1 multi instrumentiste), 2007
La mélodie de l’ombre (films d'animation japonais, une fanfare et une soliste), 2008
Tout un monde de strat(e)s (Pièce pour un ensemble de cinq musiciens, vingt guitares électriques, trois batterie, quatre percussionnistes, deux chanteurs et un ensemble symphonique), 2013
Le Grand Orchestre de la Transition, spectacle musical collaboratif, 2019

### Musique pour la télévision (liste non exhaustive)
Le Clandestin, long métrage de Jean-Louis Bertucelli. Fiction. France 2, 1994
Profession infirmière, moyen métrage de Jenny Keguiner. Documentaire. Arte, 1995
Justice et Presse, 3 court métrages de François Ribadeau-Dumas. Documentaires. Arte, 1996
Marie Marmaille, long métrage de Jean-Louis Bertucelli. Fiction. France 2, 2002
L'abbé Glasberg, long métrage de Julie Bertucelli. Documentaire. KTO, 2008

### Discographie
Musique pour la Scène, label Muséa, 1989
La Nef du Roi Moselle, label Muséa, 1992
Marguerite Ida et Helena Annabel Opera, label No Man's Land 1993
Le Regard de Lyncée, label Gazul, 2000
Another way, label Gazul, 2002
Compilation du label No Man's Land, 2003
Marguerite Ida et Helena Annabel Opera (nouvelle version), label Gazul, 2017
Into the Green, label Gazul, 2017
Qui Est Fou ? label Gazul, 2024